# امور مالی شخصی
امور مالی شخصی کاربردی از مبانی علم مالی در تصمیم‌گیری‌های پولی یک فرد یا یک خانواده است. این موضوع به چگونگی درآمدزایی، بودجه بندی، پس‌انداز و خرج کردن منابع مالی توسط افراد یا خانواده‌ها با در نظر گرفتن ریسک‌ها و رخدادها در زندگی آینده، می‌پردازد. زمان طرح‌ریزی امور مالی شخصی، محصولات مالی متنوعی وجود دارند که فرد باید به آن‌ها توجه کند: مانند محصولات بانکی همچون حسابهای با قابلیت چک کردن، حساب‌های پس‌انداز، کارتهای اعتباری و وام‌های مصرفی؛ یا محصولات سرمایه‌گذاری و بیمه‌ای همچون (بازار بورس، اوراق ضمانت، صندوق‌های سرمایه‌گذاری مشترک) (بیمه‌های عمر، بیمه‌های سلامتی، بیمه‌های ناتوانی جسمی)؛ یا برنامه‌های بازنشستگی، منافع امنیت اجتماعی و مدیریت مالیات بر درآمد.

## فرایند برنامه‌ریزی شخصی مالی
1. ارزیابی
2. تعیین هدف
3. ایجاد برنامه
4. اجرا
5. کنترل و ارزیابی مجدد

## حوزه‌های توجه
شش حوزه کلیدی در برنامه‌ریزی شخصی مالی که توسط برد استاندار برنامه‌ریزی مالی پیشنهاد می‌شوند عبارتند از:
1. موقعیت مالی
2. محافظت مناسب
3. برنامه‌ریزی مالیات
4. اهداف سرمایه‌گذاری و ذخیره‌سازی
5. برنامه‌ریزی برای بازنشستگی
6. برنامه‌ریزی برای مسکن و املاک